# S110 (Amsterdam)
De S110 is een van de Amsterdamse stadsroutes. Het is de verbindingsweg vanaf de A2, en eindigt op de Centrumring.

## Traject en bruggen
De Amsterdamse S110 begint als de Nieuwe Utrechtseweg, ten zuiden van de Utrechtsebrug en de Amstel, waar het direct op de snelweg A2 aansluit. De S110 gaat over de Amstel heen en vervolgens maakt zij een bocht naar rechts en loopt verder over de President Kennedylaan. Even verderop loopt deze naadloos over in de Amsteldijk, die als lagere-orde-weg uit het zuiden komt. Deze loopt helemaal naar Amsterdam-Centrum tot aan de S100 (Centrumring). Onderweg komt men langs de Berlagebrug en de Nieuwe Amstelbrug. Helemaal aan het eind ziet men in noordoostelijke richting de Torontobrug.

## Oud trajectA2
Tot eind jaren 1990 was het gedeelte tussen de aansluiting Amstel Business Park en knooppunt Amstel, het noordelijke stukje van de Nieuwe Utrechtseweg in beheer bij Rijkswaterstaat. Daarmee was het onderdeel van Rijksweg 2. Nu is dit deel in beheer van de gemeente Amsterdam. Toch wordt dit stuk nog steeds als een deel van de A2 gezien en staat het ook zo op kaarten vermeld.
Ringweg A10 (Ringweg-West, -Noord / -Oost / -Zuid)

Overige autosnelwegen:
voorheen Muiderstraatweg (A1) · 
Utrechtseweg (A2) · 
Haagseweg (A4) · 
Westrandweg (A5) · 
Coentunnelweg (A8) ·
Gaasperdammerweg (A9)

Stadsroutes:
S100 ·
S101 ·
S102 ·
S103 ·
S104 ·
S105 ·
S106 ·
S107 ·
S108 ·
S109 ·
S110 ·
S111 ·
S112 ·
S113 ·
S114 ·
S115 ·
S116 ·
S117 ·
S118

Overige wegen:
Gooiseweg ·
Haarlemmerweg ·
Nieuwe Leeuwarderweg ·
Nieuwe Utrechtseweg

Knooppunten:
Amstel ·
Coenplein ·
De Nieuwe Meer ·
Holendrecht ·
Watergraafsmeer